# Ossi Väänänen
Ossi Reijo Juhani Väänänen (Vantaa, 18 agosto 1980) è un ex hockeista su ghiaccio finlandese.

## Palmarès

### Olimpiadi invernali
- Bronzo a Soči 2014

### Mondiali
- Oro a Slovacchia 2011
- Argento a Germania 2001
- Bronzo a Canada 2008